# Aventuras AD
Aventuras AD va ser una empresa valenciana dedicada al desenvolupament de videojocs per a ordinadors de 8 i 16 bits especialitzada en aventures conversacionals. Va nàixer en 1988, a partir de Dinamic Software (les sigles AD deriven del segell "Aventuras Dinamic") pràcticament tota la seua producció va aparèixer per a Spectrum, Amstrad, Commodore 64, MSX PC, Atari ST, Commodore Amiga i fins i tot Amstrad PCW.
El seu fundador i Alma mater va ser el pediatre Andrés R. Samudio, qui va publicar aventures en esta empresa des de la seua creació, en 1988, fins a la seua desaparició, en 1993.

## Títols publicats[3]
- La aventura original (1988)
- El Jabato (1989)
- La aventura espacial (1990)
- La diosa de Cozumel (1990)
- Los templos sagrados (1991)
- Chichén Itzá (1992)